# Cleidion velutinum
Cleidion velutinum är en törelväxtart som beskrevs av Mcpherson. Cleidion velutinum ingår i släktet Cleidion och familjen törelväxter. Inga underarter finns listade i Catalogue of Life.